# Laportea lanceolata
Laportea lanceolata är en nässelväxtart som först beskrevs av Adolf Engler, och fick sitt nu gällande namn av Chew. Laportea lanceolata ingår i släktet Laportea och familjen nässelväxter. Inga underarter finns listade i Catalogue of Life.